# NGC 4631
NGC 4631 (другие обозначения — UGC 7865, IRAS12396+3249, MCG 6-28-20, KCPG 350A, ZWG 188.16, ARP 281, KUG 1239+328B, PGC 42637, Whale Galaxy) — галактика в созвездии Гончие Псы.
Этот объект входит в число перечисленных в оригинальной редакции «Нового общего каталога».